# Clopton Green
Clopton Green är en by i Suffolk i England. Byn nämndes i Domedagsboken (Domesday Book) år 1086, och kallades då Cleptuna/Cloptuna/Copletuna.